# Dacryodes steyermarkii
Dacryodes steyermarkii là một loài thực vật có hoa trong họ Burseraceae. Loài này được Sandwith mô tả khoa học đầu tiên năm 1966.